# Kensington Market (Londres)

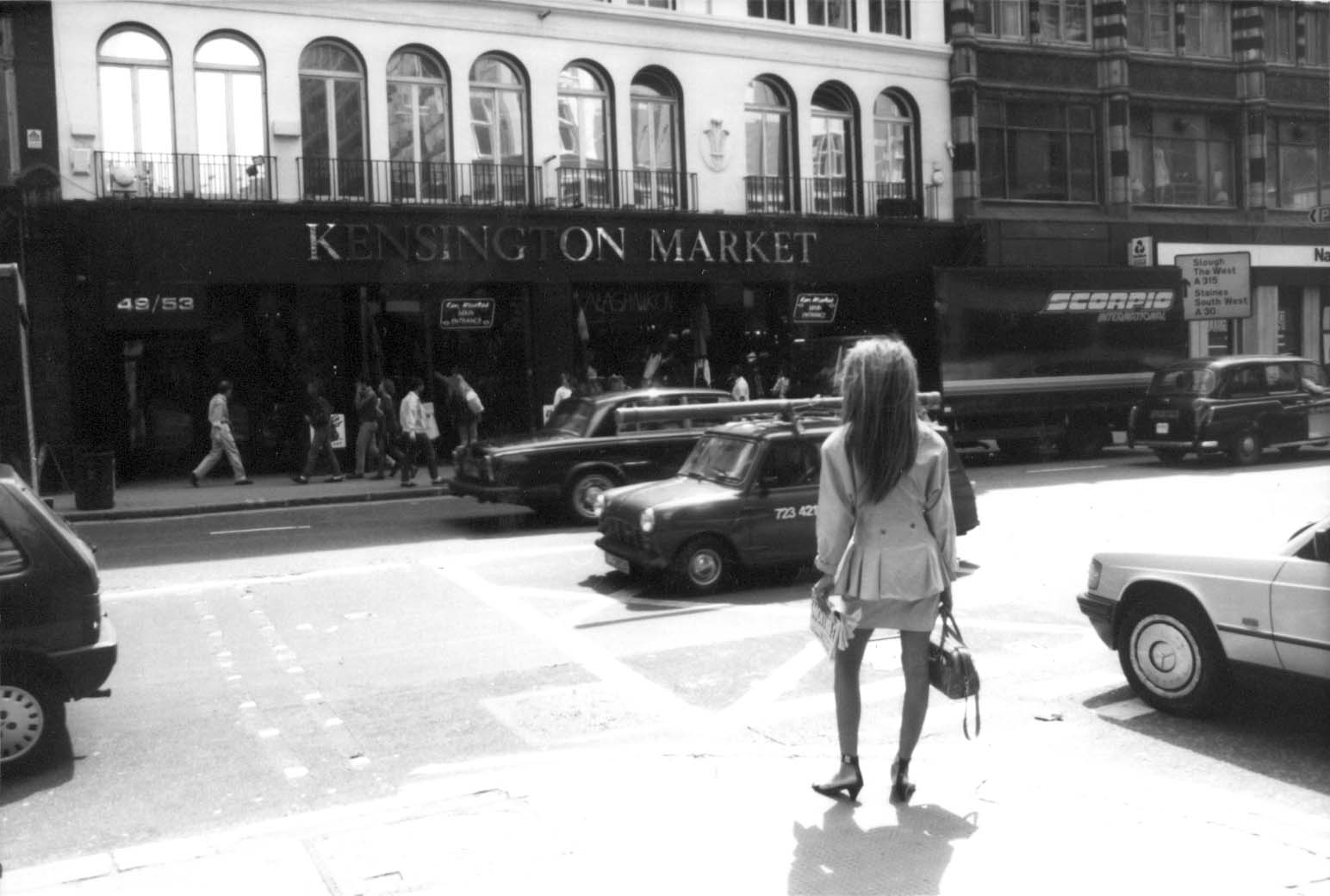
Kensington Market en los años 1980.

Kensington Market fue un mercado interior de tres pisos situado en el número 49 de Kensington High Street, en el área de Kensington (Londres, Inglaterra). 
En los años sesenta y setenta del siglo XX, fue un centro de la cultura hippie y bohemia. En los años ochenta, y hasta el final de los noventa,  se centró en la exposición y venta de productos relacionados con el movimiento punk, los nuevos románticos, el heavy metal, el rave, la subcultura gótica, el trance, el acid house y otras subculturas de la música moderna, la moda, la peluquería, el arte corporal, la artesanía y los accesorios, la ropa vintage o los objetos para fetichistas. 
Antes de que el grupo Queen se hiciera famoso, Freddie Mercury y Roger Taylor tuvieron allí un puesto.
A principios del año 2000, el mercado cerró. Después de su cierre, el edificio quedó abandonado, y fue demolido en 2001.